# Missi Pyle
Andrea Kay "Missi" Pyle, född 16 november 1972 i Houston, Texas, är en amerikansk skådespelare. 
Pyle har varit med i många framgångsrika filmer och TV-serier. Hon är bland annat känd för sina roller i filmerna Just My Luck och Kalle och chokladfabriken. 
Hennes fullständiga födelsenamn är Andrea Kay Pyle men när hon var liten kallades hon ofta för "Little Missi" därav namnet Missi Pyle.

## Filmografi (urval)
- 1999 - Vänner (gästroll i TV-serie)
- 1999 – Galaxy Quest
- 2001 – Josie and the Pussycats
- 2002 – Ensam hemma 4
- 2003 – Bringing Down the House
- 2003 – Big Fish
- 2004 – ...och så kom Polly
- 2004 – Dodgeball
- 2004 - 2 1/2 män (gästroll i TV-serie)
- 2005 – Kalle och chokladfabriken
- 2005 - My name is Earl (gästroll i TV-serie)
- 2006 – Just My Luck
- 2006 – Stormbreaker
- 2007 - Heroes (gästroll i TV-serie)
- 2007 – Feast of Love
- 2008 – Harold & Kumar Escape from Guantanamo Bay
- 2008 – Pretty Ugly People
- 2011 – The Artist
- 2014 – Gone Girl